# Timbushca
Timbushca é um prato tradicional da culinária do Equador, que consiste num caldo de carne de vaca engrossado com leite e amendoim torrado e moído, servido com batatas cozidas no mesmo caldo.
Coze-se em água uma peça de peito de vaca e um pedaço de carne sem osso com rama de cebola, salsa, tomate picado, sem pele e sem sementes, alho e sal. Quando as carnes estiverem bem cozidas, retiram-se do caldo, que deve ser coado; juntam-se-lhe batatas inteiras e couve cortada fina e deixam-se cozer. Entretanto, corta-se o peito em pedaços pequenos, junta-se ao caldo, verifica-se o tempero e deixa-se cozinhar até as batatas estarem bem cozidas. Numa frigideira, faz-se um refogado com “manteca-de-color” (manteiga ou banha corada com achiote), cebola, coentro, sal, pimenta e cominho; junta-se o pedaço de carne limpa, já cozida e picada em pedacinhos, e deixa-se tomar gosto; junta-se leite com o amendoim moído e deixa-se ferver alguns minutos; retira-se do fogo e junta-se ovo cozido picado. Serve-se o caldo com uma batata em cada prato e uma parte do refogado.